# Marouan Kechrid
Marouan Kechrid (in arabo مروان كشريد‎?; Dreux, 2 giugno 1981) è un ex cestista tunisino.

## Carriera
Con la Tunisia ha disputato i Giochi olimpici di Londra 2012, i Campionati mondiali del 2010 e cinque edizioni dei Campionati africani (2001, 2005, 2009, 2011, 2013).